# Ulica Młyńska w Krakowie
Ulica Młyńska – ulica w Krakowie, położona w całości w administracyjnej dzielnicy III Prądnik Czerwony.

## Przebieg
Ulica zaczyna swój bieg na przy rondzie Młyńskim, przez które przebiegają ulicą Pilotów i Janusza Meissnera, gdzie staje się fizycznym przedłużeniem tej drugiej. Na początkowym odcinku, kilka metrów za początkiem ulicy, w kierunku północno-zachodnim, arteria przecina osiedle Ugorek. Następnie biegnie dalej w kierunku północno-zachodnim w kierunku ronda Polsadu, przez które przebiegają ulicą Lublańska i aleja gen. Tadeusza Bora-Komorowskiego, by tam zakończyć bieg. Jej przedłużeniem w tamtym miejscu staje się ta pierwsza.

## Infrastruktura
Ulicę Młyńską tworzą dwie dwupasmowe ulice oddzielone od siebie pasem zieleni. W ciągu ulicy znajdują się dwa przystanki autobusowe MPK Kraków – „Rondo Młyńskie” oraz „Miechowity”. W otoczeniu arterii znajdują się m.in.: osiedle Ugorek, a także pawilony handlowo-usługowe wypełniające w znacznej części otoczenie ulicy oraz inne osiedla mieszkaniowe.
Do 2025 roku planowane jest wybudowanie torowiska tramwajowego w ciągu pasa zieleni, w ramach budowy linii tramwajowej do Mistrzejowic.